# Vandenboschia auriculata
Espèce
Répartition géographique
Vandenboschia auriculata est une fougère de la famille des Hyménophyllacées.

## Description
Cette espèce présente les caractéristiques suivantes :
- son rhizome est très long (de plusieurs mètres de long), rampant, densément couvert de poils noirs sur sa partie ventrale ;
- les frondes, régulièrement espacées, ont un pétiole de deux à cinq centimètres très étroitement ailé ;
- le limbe, divisé une fois, a entre 20 et 30 cm de long pour trois à cinq centimètres de large ;
- les sores, plutôt à la base des segments latéraux, mais vers l'apex du limbe, sont recouverts d'une indusie tubulaire de deux millimètres de long, avec une columelle de trois à cinq millimètres.

Cette espèce compte 36 paires de chromosomes.

## Distribution
Cette espèce est présente dans les zones tropicales majoritairement insulaires d'Asie et du Pacifique : Chine (Taiwan, Yunnan), Japon (Okinawa et sud du Japon), Thaïlande, Laos, Vietnam, Malaisie, Indonésie (principalement Java), Samoa et Philippines.
Il s'agit d'une fougère essentiellement épiphyte des troncs d'arbre.

## Utilisation
Cette espèce est utilisée comme plante d'aquarium (sous le nom de Crepidomanes auriculatum principalement) : elle connaît une certaine diffusion (aux États-Unis, en Thaïlande, en Italie…). Sa reproduction est assurée par division de rhizome.

## Historique et position taxinomique
Cette espèce est décrite une première fois en 1828 par Carl Ludwig Blume sous le nom de Trichomanes auriculatum à partir d'un exemplaire de Java.
Elle est déplacée, en 1858, par Roelof Benjamin van den Bosch dans le genre Cephalomanes : Cephalomanes auriculatum (Blume) Bosch. Il signale aussi un synonyme : Trichomanes belangeri Bory. Enfin, il reclasse aussi dans ce genre un synonyme : Cephalomanes dissectum (J.Sm.) Bosch.
En 1875, Karl Anton Eugen Prantl la déplace dans le genre Lacostea : Lacostea auriculata (Blume) Prantl
En 1931, Edwin Bingham Copeland produit une longue description de Trichomanes auriculatum dans son imposante étude sur le genre Trichomanes où il la place dans le groupe Trichomanes radicans comptant entre autres Trichomanes maximum, Trichomanes giganteum, Trichomanes johsonnense et Trichomanes radicans, toutes espèces classées actuellement dans le sous-genre Vandenboschia du genre Vandenboschia.
En 1938, toujours Edwin Bingham Copeland la reclasse dans le genre Vandenboschia qu'il vient de créer, son genre actuel.
En 1968, Conrad Vernon Morton la place dans la section Lacosteopsis du sous-genre Trichomanes du genre Trichomanes.
En 1975, Toshiyuki Nakaike la reclasse dans le genre Lacosteopsis : Lacosteopsis auriculata (Blume) Nakaike
En 1985, Kunio Iwatsuki la reclasse dans le genre Crepidomanes : Crepidomanes auriculatum (Blume) K.Iwats.
Enfin, en 2006, Atsushi Ebihara, Jean-Yves Dubuisson, Kunio Iwatsuki, Sabine Hennequin et Motomi Ito confirment le classement dans le genre Vandenboschia par Edwin Bingham Copeland et la placent dans le sous-genre Lacosteopsis comme espèce représentative de ce sous-genre .
Elle possède, en raison de ces multiples reclassements et redescriptions, une synonymie assez importante :
- Cephalomanes auriculatum (Blume) Bosch
- Cephalomanes dissectum (J.Sm.) Bosch
- Crepidomanes auriculatum (Blume) K.Iwats.
- Lacostea auriculata (Blume) Prantl
- Lacosteopsis auriculata (Blume) Nakaike
- Trichomanes auriculatum Blume
- Trichomanes belangeri Bory
- Trichomanes dimidiatum C.Presl
- Trichomanes dissectum J.Sm.